# Kalmár Péter (politikus)
Kalmár Péter (Debrecen, 1941. július 4. – Eger, 2016. május 31.) magyar gépészmérnök, politikus, országgyűlési képviselő (MSZP).

## Életpályája

### Iskolái
Az általános iskolát Debrecenben és Egerben járta ki. A középiskolát Budapesten végezte; 1959-ben érettségizett és szerzett műszeripari technikusi képesítést a Kandó
Kálmán Híradás- és Műszeripari Technikumban. 1961–1969 között a Budapesti Műszaki és Gazdaságtudományi Egyetem Gépészmérnöki Karán tanult. 1976–1980 között elvégezte az MSZMP Politikai Főiskola szociológia szakát is.

### Pályafutása
1959–1961 között, valamint 1964–1971 között a Csepel Autógyár egyik gyárában villanyszerelő, diszpécser, művezető és tmk-irodavezető volt. 1964–1975 között a Gépipari Tudományos Egyesület tagja volt. 1983-ig a Magyar Camping és Caravaning Club megyei elnöke volt. 1983–1993 között a TIT Egri Műemlékvédelmi Nyári Egyetemének titkára volt. 1992–1994 között munkanélküli volt. 1996–1998 között az Országos Műemlékvédelmi Hivatal elnöke volt.

### Politikai pályafutása
1962-ben a Budapesti Műszaki és Gazdaságtudományi Egyetem gépészkari évfolyamtitkára, az egyetemi végrehajtó bizottság tagja volt. 1968–1989 között az MSZMP tagja volt. 1971–1977 között az MSZMP Egri Városi Bizottságának osztályvezetője volt. 1977–1983 között az Egri Városi Tanács osztályvezető-helyettese és általános elnökhelyettese volt. 1983-ban a városi és megyei pártbizottság vezetőivel való nézeteltérései miatt lemondott. 1983–1992 között a Heves Megyei Tanács, illetve Közgyűlés Oktatási és Továbbképző Intézet igazgatója volt. 1989-től az MSZP tagja, 1991–1996 között az MSZP Heves megyei elnöke volt. 1990–1994 között, valamint 2002-től önkormányzati képviselő; a kulturális bizottság elnöke volt. 1994–1996 között országgyűlési képviselő (Heves megye) volt. 1994–1996 között az Önkormányzati és rendészeti bizottság tagja volt. 1998–2002 között az egri önkormányzat urbanisztikai bizottságának szakértője volt. 2001–2003 között az MSZP egri városi elnöke volt.

## Családja
Szülei: Kalmár Lajos (1910–1952) és Julow Katalin (1915–1996) az egri tanárképző főiskola docense, tanszékvezető-helyettese volt. Testvére, Kalmár Katalin (1940-) díszlet- és jelmeztervező. 1964-ben házasságot kötött Kácsor Margittal. Három fiuk született: Péter (1965), Bence (1968), és András (1979).

## Díjai
- Kiváló Dolgozó
- a Munka Érdemrend ezüst fokozata (1981)
- a Tanács Kiváló Dolgozója (1987)